# Jíkev
Jíkev è un comune della Repubblica Ceca facente parte del distretto di Nymburk, in Boemia Centrale.